# Ross MacDonald (seglare)
Ross MacDonald, född den 27 januari 1965 i Vancouver, är en kanadensisk seglare.
Han tog OS-silver i starbåt i samband med de olympiska seglingstävlingarna 2004 i Aten.